# Серменево (станция)

Серменево — железнодорожная станция Башкирского региона Куйбышевской железной дороги на линии Карламан — Белорецк. Расположена в Белорецком районе Башкортостана, в 3,6 км к северу от села Серменева.
Время движения от вокзала ст. Белорецк 18 минут. На станции осуществляется продажа пассажирских билетов. Имеется одна боковая пассажирская платформа низкого типа.